# Tanzánia a 2008. évi nyári olimpiai játékokon
Tanzánia a kínai Pekingben megrendezett 2008. évi nyári olimpiai játékok egyik részt vevő nemzete volt. Az országot az olimpián 2 sportágban 9 sportoló képviselte, akik érmet nem szereztek.

## Atlétika
Férfi

| Versenyző              | Versenyszám | Előfutam | Előfutam | Előfutam | Elődöntő | Elődöntő | Elődöntő | Döntő         | Döntő         |
| Versenyző              | Versenyszám | Idő      | Hely.    | Össz.    | Idő      | Hely.    | Össz.    | Idő           | Helyezés      |
| ---------------------- | ----------- | -------- | -------- | -------- | -------- | -------- | -------- | ------------- | ------------- |
| Samwel Mwera           | 800 m       | 1:50,67  | 7.       | 54.      | kiesett  | kiesett  | kiesett  | kiesett       | kiesett       |
| Fabiano Joseph Naasi   | 10 000 m    |          |          |          |          |          |          | 27:25,33      | 9.            |
| Dickson Mkami          | 10 000 m    |          |          |          |          |          |          | 27:48,03      | 14.           |
| Samwel Shauri          | 10 000 m    |          |          |          |          |          |          | 28:06,26      | 21.           |
| Getuli Bayo            | Maraton     |          |          |          |          |          |          | nem ért célba | nem ért célba |
| Mohamed Ikoki Msandeki | Maraton     |          |          |          |          |          |          | nem indult el | nem indult el |
| Samson Ramadhani       | Maraton     |          |          |          |          |          |          | 2:25:03       | 55.           |

Női

| Versenyző    | Versenyszám | Előfutam | Előfutam | Előfutam | Döntő   | Döntő   |
| Versenyző    | Versenyszám | Idő      | Hely.    | Össz.    | Idő     | Hely.   |
| ------------ | ----------- | -------- | -------- | -------- | ------- | ------- |
| Zakia Mrisho | 5000 m      | 15:24,28 | 12.      | 23.      | kiesett | kiesett |

## Úszás
Férfi

| Versenyző      | Versenyszám | Előfutam | Előfutam | Előfutam | Elődöntő | Elődöntő | Elődöntő | Döntő   | Döntő    |
| Versenyző      | Versenyszám | Idő      | Hely.    | Össz.    | Idő      | Hely.    | Össz.    | Idő     | Helyezés |
| -------------- | ----------- | -------- | -------- | -------- | -------- | -------- | -------- | ------- | -------- |
| Khalid Rushaka | 50 m gyors  | 28,50    | 3.       | 84.      | kiesett  | kiesett  | kiesett  | kiesett | kiesett  |

Női
| Versenyző       | Versenyszám | Előfutam | Előfutam | Előfutam | Elődöntő | Elődöntő | Elődöntő | Döntő   | Döntő    |
| Versenyző       | Versenyszám | Idő      | Hely.    | Össz.    | Idő      | Hely.    | Össz.    | Idő     | Helyezés |
| --------------- | ----------- | -------- | -------- | -------- | -------- | -------- | -------- | ------- | -------- |
| Magdalena Moshi | 50 m gyors  | 31,37    | 6.       | 77.      | kiesett  | kiesett  | kiesett  | kiesett | kiesett  |